# Nedliggende bjergte
Nedliggende bjergte (Gaultheria procumbens) er en stedsegrøn dværgbusk. Væksten er tæppedannende med oprette skud og talrige udløbere. Frugterne kan spises, men smagen er meget speciel. Bærrenes duft er også meget speciel: den kendes fra tyggegummi-aroma eller parfumen på de velkendte, grønne kugler i urinaler. 

## Beskrivelse
Barken er først lysegrøn og glat, men senere bliver den brun/beige stribet. Knopperne er spredte, ægformede og lysegrønne, men de ses ikke meget. Bladene er elliptiske og helrandede med en læderagtig, skinnende, mørkegrøn overside og en lysegrøn underside. Enkelte blade bliver klart røde om efteråret. Blomsterne sidder 1-3 sammen i bladhjørnerne. De er hvide eller lyst rosa og krukkeformede. Frugterne er mørkerøde, blanke bær. Frøene modner godt og spirer villigt (under de rette betingelser!).
Rodnettet består af fine, tæt forgrenede og højtliggende hoved- og siderødder. Planten er afhængig af en bestemt mycorrhiza-svamp. 
Højde x bredde og årlig tilvækst: 0,2 x 0,3 (2 x 5 cm/år), med udløbere bliver bredden dog væsentligt større!. 

## Hjemsted
Busken vokser i skovlysninger i Allegheny-bjergene og skovområderne i det nordlige USA og de sydlige egne af Canada, hvor bunden er sandet og let skygget. Da europæerne slog sig ned i det nordvestlige Ohio (1817-1832), rummede lysningerne i den oprindelige, åbne egeskov nedliggende bjergte sammen med bl.a. majblomst, amerikansk konval, amerikansk sassafras, Anemone quinquefolia, Aralia nudicaulis (en staudeart af aralie, ofte kaldet ”Sarsaparil”), blommebladet surbær, Carex pensylvanica (en Star-art), carolinarose, Gaylussacia baccata (en bukkelbær-art), glansbladet hæg, Helianthus divaricatus, (en Solsikke-art), hvid eg, lav blåbær, Malus coronaria (en æble-art), pinseviol, plettet storkenæb, ru gyldenris, rød løn, skarlageneg, skarlagenjordbær, sumpeg og virginsk troldnød

## Svampeangreb
Der er konstateret svampeangreb, der forårsager nedvisning af planterne dog uden at udrydde bestanden, idet planterne spredes livligt ved hjælp af udløbere. 
| Portal | Portal:Botanik |

## Note
1. ↑  www.allbusiness.com: John L. Vankat: Description of vegetation of the Oak Openings of northwestern Ohio... (engelsk)